# She Thinks I Still Care
Singles de Connie Francis
Vacation / The Biggest Sin of All
(1962) I'm Gonna Be Warm This Winter / Al di là
(1962)
Singles de Anne Murray
A Love Song
(1974) Son of a Rotten Gambler
(1974)
She Thinks I Still Care est une chanson écrite par Dickey Lee et Steve Duffy qui a été le troisième single de l'artiste américain de musique country George Jones à atteindre la première position du hit-parade country américain. Elle est restée six semaines en première position au printemps et à l'été 1962. La face B du single, "Sometimes You Just Can't Win", a atteint la 17e position de ce même hit-parade.
Connie Francis a enregistré cette chanson, adaptée sous le titre "He Thinks I Still Care", le 18 juin 1962 au Columbia Recording Studio de Nashville, Tennessee avec Danny Davis et Jim Vienneau. La chanson a été publiée sur un single en septembre 1962 en face B  du morceau "I Was Such A Fool (To Fall in Love With You)" mais a été suffisamment remarquée pour atteindre la 57e position du Billboard Hot 100 et la 51e position du Cash Box Pop 100.
Anne Murray a repris "He Thinks I Still Care" sur son album de 1973 Danny's Song et en 1974 la chanson a été publiée en face B du single "You Won't See Me", une reprise du morceau écrit par Lennon/McCartney. Bien que "You Won't See Me" ait atteint la huitième position du Billboard Hot 100 et ait été numéro 1 du hit-parade Billboard Easy Listening Singles, "He Thinks I Still Care" a quand même été vendu à des stations de radio country. En juillet, tandis que "You Won't See Me" atteignait le sommet de sa popularité sur les stations dites Top 40 (qui diffusent les morceaux récurrents dans les Tops 40 des pays anglo-saxons), "He Thinks I Still Care" est devenue la première chanson de Murray à atteindre la première position du hit-parade Billboard Hot Country Singles.
Début 1977, la chanson a fait un tube pour Elvis Presley, en face B de son succès "Moody Blue" qui a atteint la première position du hit-parade country américain.
James Taylor a souvent repris la chanson en concert, et un enregistrement est par exemple inclus sur son album Live de 1993.

## Positions dans les hits-parades

### George Jones
| Chart (1962)                       | Position |
| ---------------------------------- | -------- |
| U.S. Billboard Hot Country Singles | 1        |

### Connie Francis
| Chart (1962)                  | Position |
| ----------------------------- | -------- |
| U.S. Billboard Easy Listening | 18       |
| U.S. Billboard Hot 100        | 57       |

### Anne Murray
| Chart (1974)                       | Position |
| ---------------------------------- | -------- |
| U.S. Billboard Hot Country Singles | 1        |
| Canadian RPM Country Tracks        | 11       |